# Labrocerus argyroxiphii
Labrocerus argyroxiphii là một loài bọ cánh cứng trong họ Dermestidae. Loài này được Beal miêu tả khoa học năm 2000.